# Stirling Mortlock
Stirling Austin Mortlock AM (* 20. Mai 1977 in Sydney) ist ein ehemaliger australischer Rugby-Union-Spieler, ehemaliger Kapitän der australischen Nationalmannschaft und ehemaliger Kapitän der Super-Rugby-Mannschaft Melbourne Rebels. Er spielte auf der Position Innendreiviertel.

## Karriere
Mortlock begann seine Karriere bei der Jugendmannschaft des Lindfield Rugby Clubs. Nach seinem Schulabschluss wurde er 1996 in die U19- und ein Jahr später in die U21-Auswahl Australiens berufen.
1998 schloss sich Mortlock den Brumbies an und wurde 2004 Nachfolger von George Gregan als Kapitän des Teams. Eine Teilnahme am Finale des Super 14 war ihm bislang nicht vergönnt, da er sich 2001 und 2004 jeweils im Halbfinale verletzte.
2000 gab Mortlock sein Nationalmannschaftsdebüt gegen Argentinien. Er erreichte schnell die 50- und 100-Punkte-Marke und war der erste Australier, der in vier aufeinanderfolgenden Länderspielen 20 oder mehr Punkte erzielen konnte. Australien gewann in diesem Jahr erstmals den Titel bei den Tri Nations und konnte gleichzeitig den Bledisloe Cup holen. Mortlock erzielte im letzten Spiel gegen Südafrika den entscheidenden Straftritt zum 19:18-Sieg und dem Gewinn des Turniers.
2003 war er Teil der Wallabies, die bei den Weltmeisterschaften England im Finale unterlegen waren. Im Halbfinale erzielte er einen Versuch gegen Neuseeland, nachdem er den Ball abfing und über 80 Meter zurücklegte, um ihn im Malfeld abzulegen. Er wurde nach dem Sieg zum „Spieler des Tages“ gewählt.
2006 wurde Mortlock zum Kapitän der Nationalmannschaft ernannt. Im Jahr darauf feierte er seinen 50. Länderspieleinsatz. Bei den Weltmeisterschaften 2007 führte er die Wallabies bis ins Viertelfinale, wo sie erneut England unterlagen.
Im Februar 2008 gab Mortlock bekannt, dass er bis zum Ende des Jahres 2010 für Australien und die Brumbies spielen wird und lehnte damit zahlreiche Angebote aus den europäischen Ligen ab. Von 2011 bis 2012 spielte er für die Melbourne Rebels, die das fünfte australische Team in der erweiterten Liga Super Rugby stellen.